# Arizona Coyotes
Arizona Coyotes je hokejaški klub iz Phoenixa u američkoj saveznoj državi Arizoni.
Natječe se u NHL ligi od 1996./1997. godine, preuzevši franšizu od Winnipeg Jetsa.
Domaće klizalište: 
- America West Arena (1996. – 2003.)
- Glendale Arena (od 2003.)

Klupske boje: crvena, siva, pješčana, sienna i purpurna

## Poznati igrači i treneri
- Wayne Gretzky

## Vanjske poveznice
Arizona Coyotes